# Meerane
Meerane è una città di 13 888 abitanti della Sassonia, in Germania.
Appartiene al circondario (Landkreis) di Zwickau (targa Z) ed è parte della comunità amministrativa (Verwaltungsgemeinschaft) di Meerane.